# 赤井祐紀
赤井 祐紀（あかい ゆうき、1991年10月29日 - ）は、日本のフリーアナウンサー。

## 来歴・人物
愛知県名古屋市出身。神奈川大学卒業。
趣味はサイクリング、ダーツ、音楽鑑賞。特技は折り紙。
大学2年生の冬ごろ、「テレビ局で働きたい」という少年時代の夢を思い出し、アナウンススクール「山本勉強会」に通い出す。
2014年4月、日本海テレビにアナウンサーとして入社。
2017年、山陰地区の民放3局（日本海テレビ・山陰放送・山陰中央テレビ）共同での視聴率回復キャンペーン「テレビってザワザワキャンペーン」の一環として行われた「3局アナ対抗! ザワザワ総選挙」において、男性アナウンサーとして唯一のファイナル進出を果たす。
2019年3月に退社し、翌4月にテレビ神奈川へ移籍。大学在学中以来、4年ぶりに神奈川県に戻る。
2021年5月をもってテレビ神奈川を退社。翌6月にTwitterアカウントを開設し、美容業界へ転身したことを明かしている。

## 出演番組

### 日本海テレビ時代
- エブリワン（2016年4月1日 - 2017年3月24日）
- 土曜スパイス!!
- オンガク野郎（2018年11月3日 - 2019年3月23日）[5]
- NKTニュース

### テレビ神奈川時代
- News Link - スポーツキャスター（2019年4月1日 - 2021年4月26日）
- あっぱれ!KANAGAWA大行進（2020年9月12日） - ゲスト出演
- 高校野球ニュース
- tvkプロ野球中継 横浜DeNAベイスターズ熱烈LIVE - 実況・リポーター
- 全国高等学校野球選手権神奈川大会 - 実況・リポーター
- 各種スポーツ中継 - 実況・リポーター
- tvkスポットニュース（随時）
- tvkニュース（随時）